# Aridarum rostratum
Aridarum rostratum är en kallaväxtart som beskrevs av Josef Bogner och Alistair Hay. Aridarum rostratum ingår i släktet Aridarum och familjen kallaväxter. Inga underarter finns listade.